# Mammoth
Mammoth – miasto w Stanach Zjednoczonych, w stanie Arizona, w hrabstwie Pinal.